# 비터스 엔드
비터스 엔드 ( 영어: Bitters End, Inc.  )는 1994년 설립된 도쿄도 시부야구에 위치한 일본의 영화 배급 ·제작 회사이다.

## 
1994년 사다이 유지가 설립했다. 이후 다르덴 형제, 자장커, 봉준호 감독의 영화를 수입했으며, 일본 국내에서는 야마시타 아츠히로, 아오야마 신지, 스와 아츠히코, 쿠로사와 기요시, 하마구치 류스케 등의 감독 작품을 제작·배급했다.

## 주요 작품

### 국내 영화
- 여우령 (1996년/제작 협력·배급)
- 수자쿠 (1997년/배급)
- 달빛 속삭임 (1999년/배급)
- 안녕 김치 (1999년/배급)
- 잊을 수 없는 사람들 (2001년/제작·배급)
- 리얼리즘 여관 (2003년/제작·배급)
- 개 고양이 (2004년/제작·배급)
- 린다 린다 린다 (2005년/배급)
- 사이드카에 개 (2007년/제작·배급)
- 빙글빙글. (2008년/제작·배급)
- 고역열차 (2012년/제작)
- 공식 (2013년/제작·배급)
- 다게레오타입의 여자 (2016년/배급) - 일본· 프랑스 · 벨기에 합작
- 자고 깨어도 (2018년/제작·배급)
- 스파이의 아내 (2020년/배급)
- 드라이브 마이 카 (2021년/제작·배급)
- 정욕 (2023년/배급)

### 외국 영화
- 소무 (1997년)
- 로제타 (1999년)
- 노 맨스 랜드 (2001년)
- 밀레니엄 맘보 (2001년)
- 월요일에 토스트! (2002년)
- 아들 (2003년)
- 더 차일드 (2005년)
- 스틸 라이프 (2006년)
- 천국의 가장자리 (2007년)
- 사랑 오이키 이웃 (2007년)
- 숨도 못한다 (2008년)
- 서울주방 (2009년)
- 어머니 증명 (2009년)
- 하하하 (2010년)
- 초콜렛 도넛 (2012년)
- 윈터 슬립 (2014년)
- 언브로큰 (2014년)
- 자유의 언덕 (2014년)
- 산하고인 (2015년)
- 맨발의 계절 (2015년)
- 맨체스터 바이 더 씨 (2016년)
- 파라사이트 반지하 가족 (2019년)
- 리콜리스 피자 (2021년)
- 퍼펙트 데이즈 (2023년) - 일본· 독일 합작
- 오펜하이머 (2023년)
- 바튼 아카데미  (2023년)
- 해피엔드 (2024년) - 일본·미국 합작
- 아노라 (2024년)